# Kirche von Högby

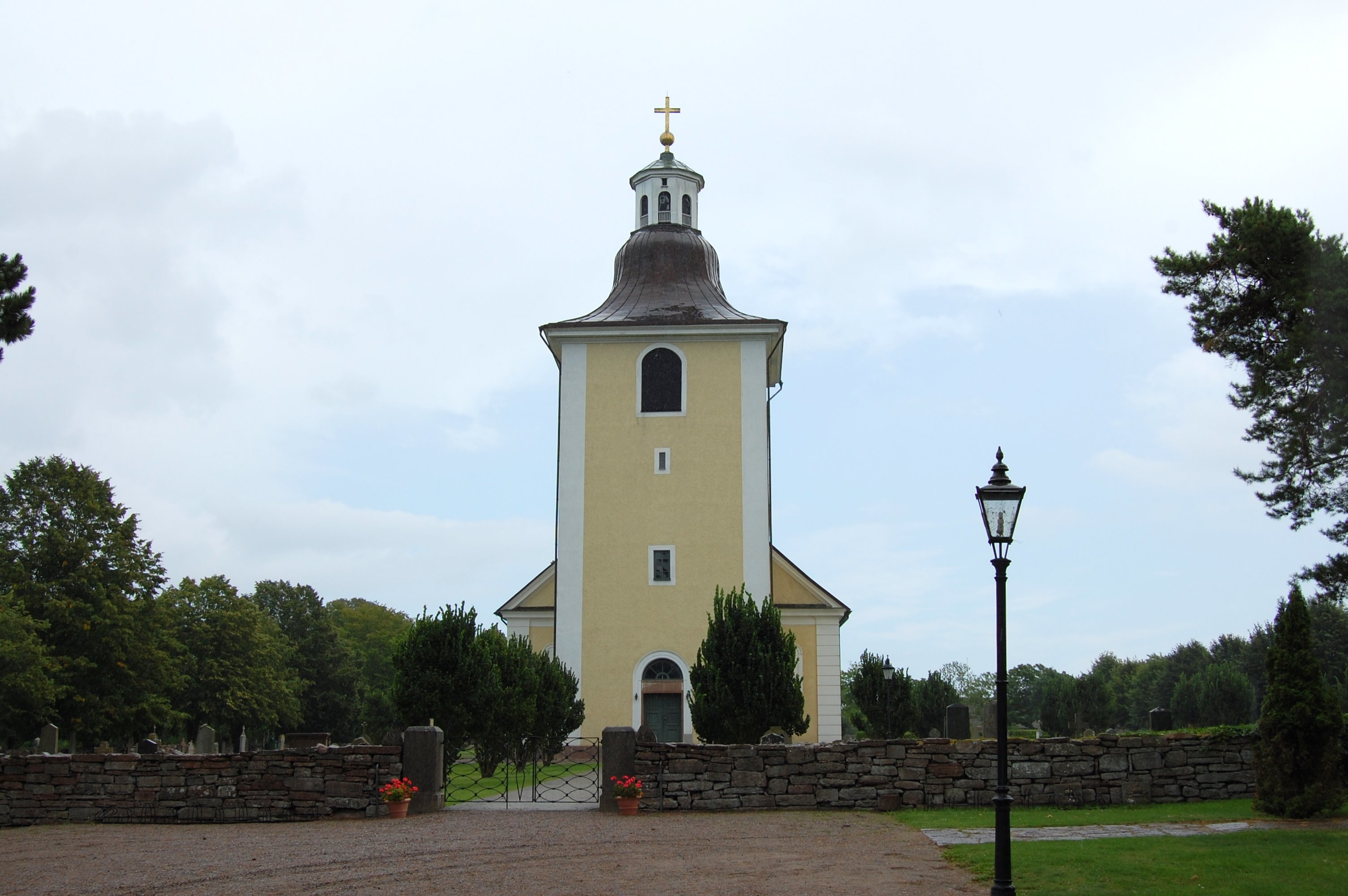
Kirchturm

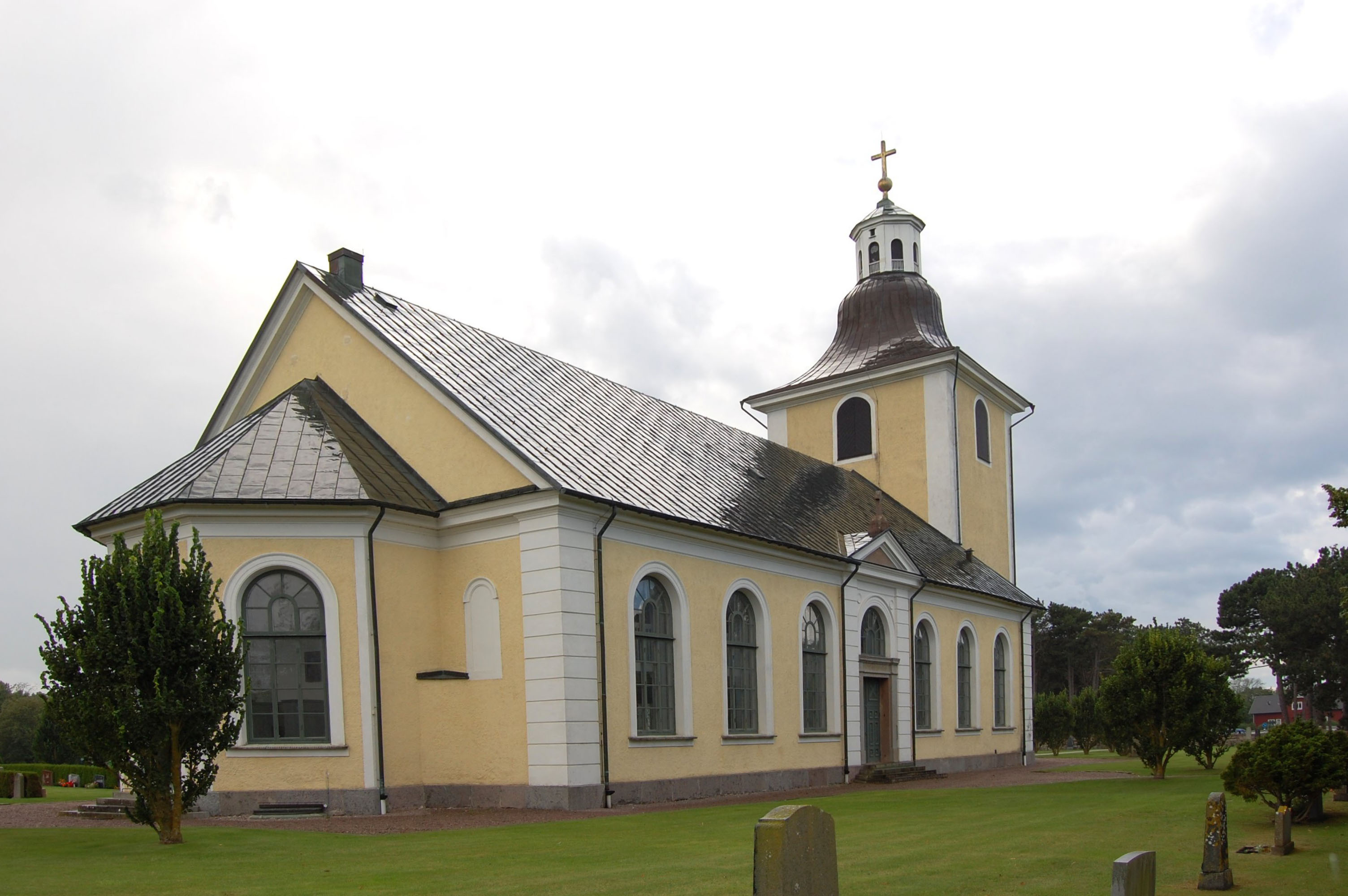
Ostseite

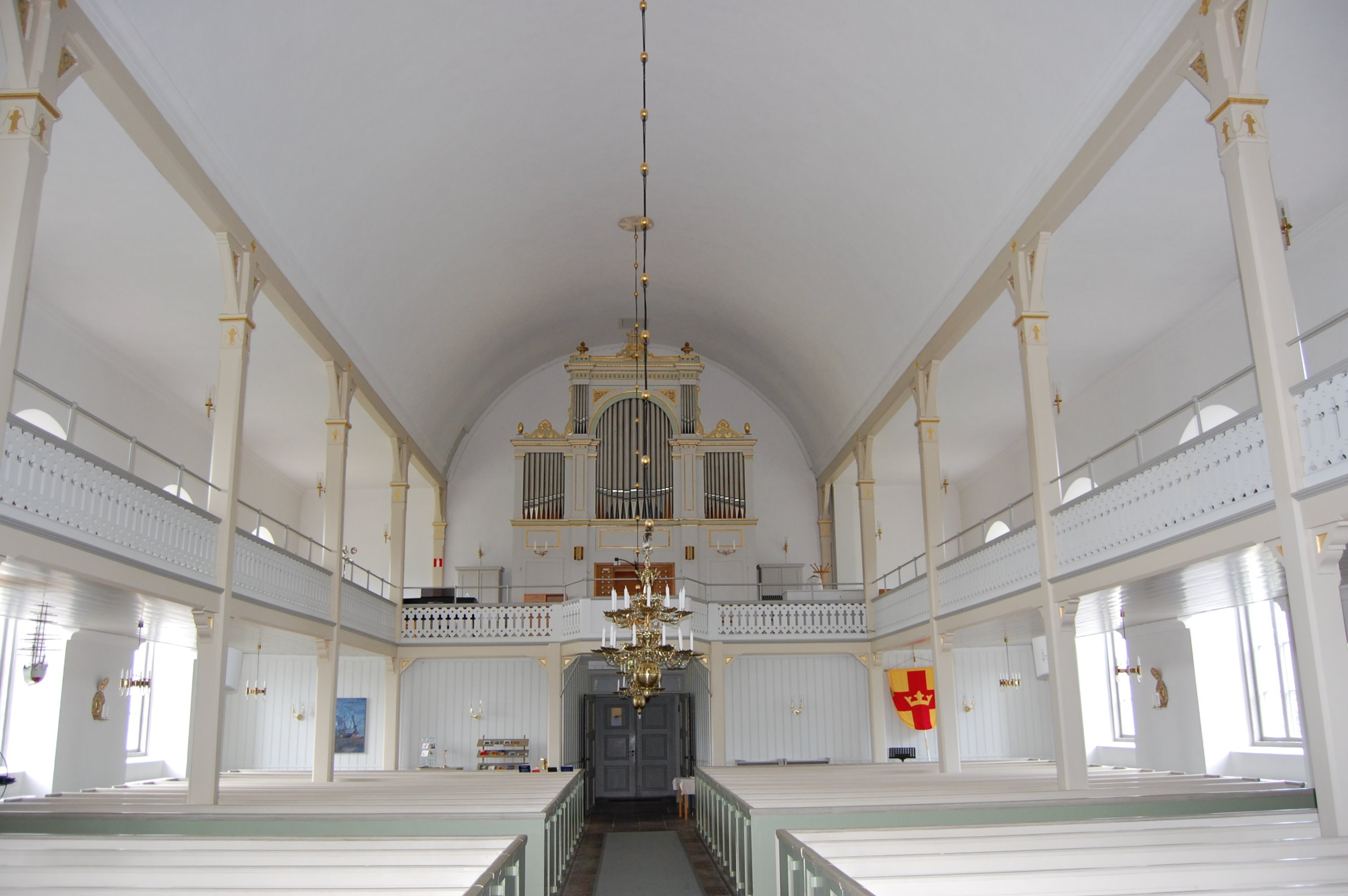
Orgel

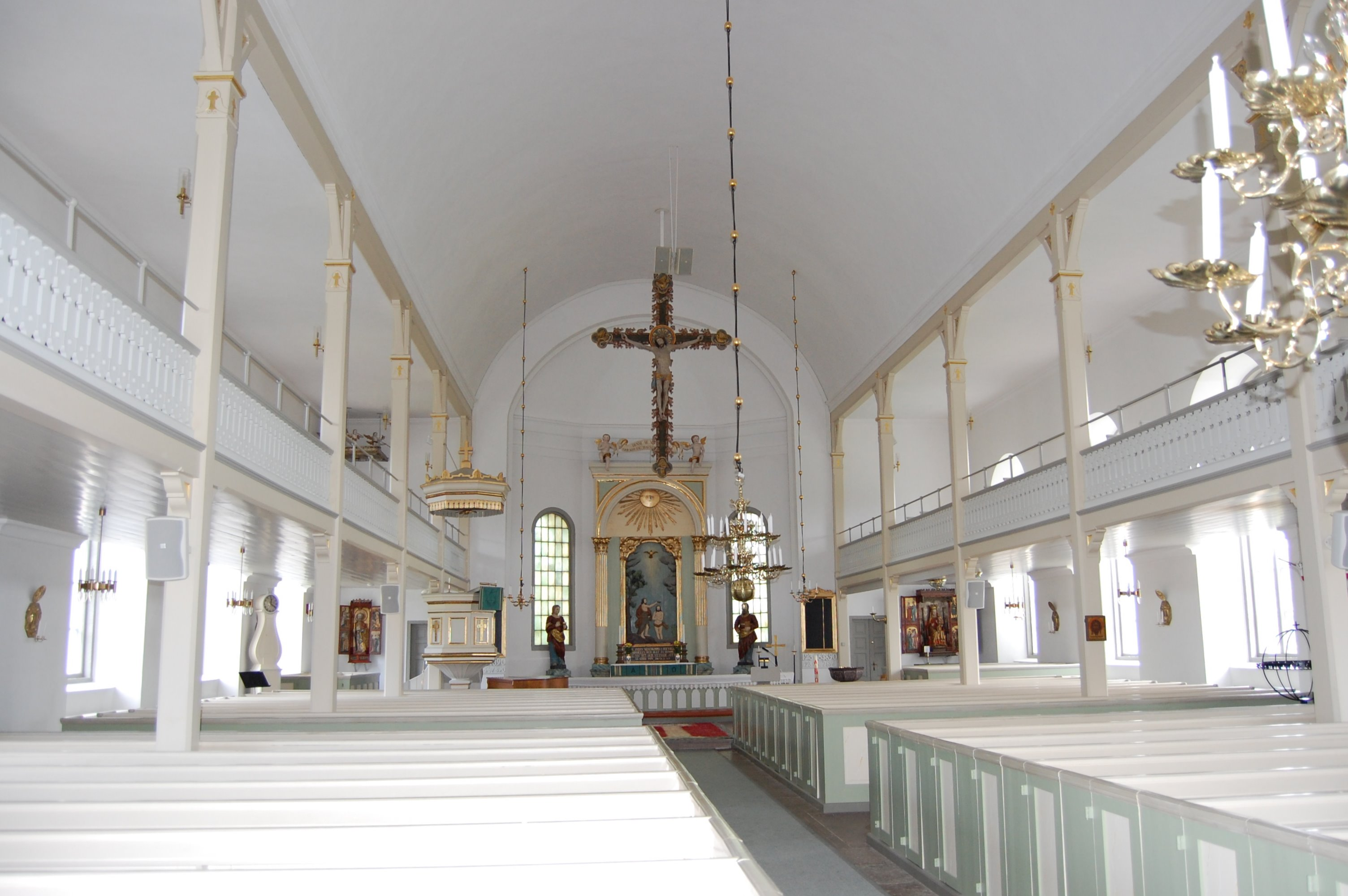
Blick zum Chor

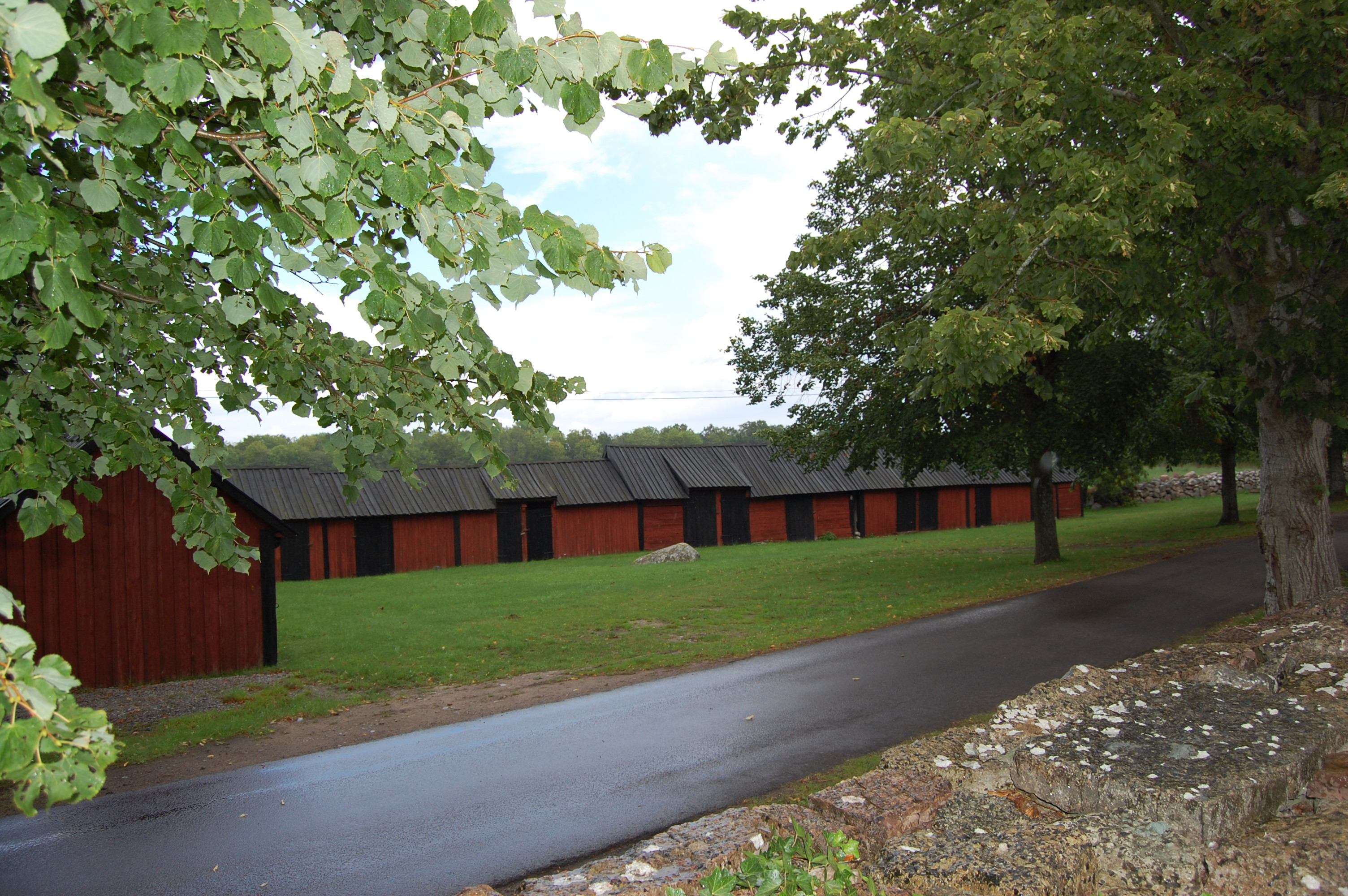
Kirchenställe

Die Kirche von Högby (schwedisch: Högby kyrka) ist eine Kirche in Högby auf der schwedischen Ostseeinsel Öland.

## Geschichte
Ein Vorgängerbau der heutigen Kirche wurde Mitte des 12. Jahrhunderts an gleicher Stelle errichtet. Diese erste zunächst turmlose Kirche entstand auf einem Gräberfeld aus der älteren Eisenzeit.
Ende des 12. Jahrhunderts entstand der mächtige, als Wehrturm ausgelegte Kirchturm, der noch heute erhalten ist und den ältesten Teil der Kirche darstellt. In den Jahren 1870 und 1871 wurde das mittelalterliche Langhaus abgerissen und durch ein neues wesentlich größeres ersetzt, da die alte Kirche nicht mehr genug Platz bot. Seitdem ist die Kirche von Högby die größte Kirche auf Öland. In den Jahren 1939, 1975/1976 und 1997/1998 fanden Renovierungen statt.

## Ausstattung
Ältester Ausstattungsgegenstand ist ein Marientriptychon aus dem 15. Jahrhundert. Das Werk stammt aus dem östlichen Teil Deutschlands. In der Mitte befindet sich eine Marienskulptur, welche auf das 14. Jahrhundert datiert wird und nicht von Anfang an zum Triptychon gehörte. Die ursprünglich dazugehörige Figur ist jedoch ebenfalls erhalten und befindet sich in der Sakristei.
Weiterhin erwähnenswert ist ein Petrustriptychon. Die hierzu gehörige Petrusfigur stammt vermutlich von einem schwedischen Künstler.
Der Altar wurde vom Architekten Leo Eriksson geschaffen und vom Künstler Sven-Bertil Svensson ausgestaltet. Beiderseits des Altars befindet sich eine den Apostel Paulus mit einem Schwert darstellende Figur sowie auf der anderen Seite Johannes, dargestellt mit einem Kelch. Der 1762 von Anders Dahlström dem Jüngeren aus Holz geschaffene Altaraufsatz stellt die Taufe Christi dar. Das Triumphkreuz entstand bereits im 16. Jahrhundert und stammt aus Norddeutschland. Stilisierte Blätter am Kreuz verweisen auf das Kreuz als Baum des Lebens.
Die Kanzel wurde 1871 geschaffen. In der Kirche befindet sich auf der Empore auch die zuvor genutzte Kanzel. Diese datiert aus dem Jahr 1564 und ist damit die älteste Kanzel Ölands. Im Fußboden sind einige aus dem 17. Jahrhundert stammende Grabsteine eingelassen.
Im Paradies der Kirche befinden sich mehrere Gemälde, die Umbauten der Kirche darstellen. Auch ein Verzeichnis der Pfarrer ist vorhanden. In der Sakristei sind Porträts einiger der Pfarrer zu sehen.

## Umgebung
Nördlich der Kirche, außerhalb der Kirchhofmauer befinden sich einige zur Kirche gehörende Pferdeställe. Diese Kirchställe, die letzten erhaltenen auf Öland, dienten dazu Pferde von Gottesdienstbesuchern während des Gottesdienstes unterzubringen. Bemerkenswert ist die geringe Höhe der Pferdeställe, die auf die geringe Höhe der Ölandpferde angepasst war.